# 青春の光と影
「青春の光と影」（原題： Both Sides, Now）は、ジョニ・ミッチェルが作詞作曲した楽曲。ジュディ・コリンズによって最初にレコーディングされ、以後多くのミュージシャンにカバーされた。
ローリング・ストーンの選ぶオールタイム・グレイテスト・ソング500（2010年版）では171位にランクされている。

## 概要
1967年3月、ミッチェルは飛行機の中で「青春の光と影」を書き上げた。「I've looked at clouds from both sides now」という歌詞はソール・ベローの小説『雨の王ヘンダソン（Henderson the Rain King）』から来ている。彼女は次のように述べている。
1967年10月発売のジュディ・コリンズのアルバム『Wildflowers』に初めて収録された。その1年後の1968年10月にシングルカットされ、コリンズのバージョンは12月21日付のビルボード・Hot 100で8位を記録した。ビルボードのイージーリスニング・チャートで3位、カナダRPMチャートで6位、イギリスで14位を記録した。B面はサンディ・デニーが書いた「時の流れを誰が知る」。
文化放送『ユア・ヒット・パレード』では1969年度の年間1位を記録。
コリンズのバージョンは1969年2月公開のアメリカ映画『Changes』（邦題：青春の光と影）に使用された。
ミッチェル本人が歌ったものは1969年5月発売のアルバム『青春の光と影（ Clouds ）』に収められている。1974年発売のライブ・アルバム『マイルズ・オブ・アイルズ』にライブ・バージョンが、2000年発売のアルバム『ある愛の考察～青春の光と影（Both Sides Now）』に再録音バージョンが収録されている。また、1974年4月22日にロンドンのニュー・ヴィクトリア・シアターで演奏したときの映像がBBCの番組『The Old Grey Whistle Test』で放映された。

## その他のカバー・バージョン
1968年
- ハーパース・ビザール - シングル。
- アン・マレー - 『What About Me』に収録。
- クロディーヌ・ロンジェ - 『Colours』に収録[11]。
- フランク・シナトラ - 『Cycles』に収録。
- ディオン - 『Dion』に収録。
- オズモンド・ブラザーズ - 『The Wonderful World of The Osmond Brothers』に収録。
- レナード・ニモイ - 『The Way I Feel』に収録。
- ロバート・グーレ - 『Both Sides Now』に収録。
- デイヴィ・グレアム - 『Large as Life and Twice as Natural』に収録。

1969年
- ナナ・ムスクーリ - 『Dans Le Soleil Et Dans Le Vent』にフランス語バージョン「Je N'ai Rien Appris」を収録[12]。
- ビング・クロスビー - 『Hey Jude/Hey Bing!』に収録。
- ジミー・ロジャース - 『The Windmills of Your Mind』に収録。
- ニール・ダイアモンド - 『Touching You, Touching Me』に収録。
- オリヴァー - 『Good Morning Starshine』に収録。
- スキータ・デイヴィス - 『"maryfrances"』に収録[13]。
- ガボール・ザボ - 『1969』に収録。

1970年
- シラ・ブラック - 『Sweet Inspiration』に収録。
- マリー・ラフォレ - 『Marie Laforêt Vol. VII』にフランス語バージョン「Je N'ai Rien Appris」を収録[14]。
- グレン・キャンベル - 『Try a Little Kindness』に収録。
- ウィリー・ネルソン - 『Both Sides Now』に収録。
- ヒュー・マセケラ - 『Reconstruction』に収録。
- スタン・ゲッツ - 『Marrakesh Express』に収録。
- ディジー・ガレスピー - 『Cornucopia』に収録。

1971年以降
- ザ・タイガース -『フィナーレ』(1971年)に収録。
- トム・クレイ - 『What the World Needs Now Is Love』（1971年）に収録[15]。
- ヤン・ヒウン - 『양희은 고운노래 모음』（1971年）に一部韓国語のバージョン「구름 사랑 그리고 인생」を収録。
- クレオ・レーン - 『Feel the Warm』（1972年）に収録。
- 井口典子＆ヤング101 - 『ステージ101/赤い屋根の家』（1972年）に収録。
- カーチャ・エプシュタイン - 『Katja』（1973年）にドイツ語バージョン「Beide Seiten」を収録[16]。
- ジム・ネイバース - 『The Twelfth of Never』（1973年）に収録。
- パット・マルティーノ - 『Consciousness』（1974年）に収録。
- フェアポート・コンヴェンション - 『Moat on the Ledge: Live at Broughton Castle, August '81』（1982年）に収録。
- ホール - 『Pretty on the Inside』（1991年）に収録。
- 原田知世 - 『カコ』（1994年）に収録。
- b-flower - 『Clover Chronicles I』（1994年）に収録。
- パット・マルティーノ - 『光と影のギタリズム!』（1997年）に、カサンドラ・ウィルソンのボーカルをフィーチャーした録音を収録[17]。
- ダイアン・リーヴス - 『Quiet After the Storm』（1994年）に収録。
- アン・サリー - 『Voyage』（2001年）に収録。
- 村上ゆき - 『Both sides, now〜青春の光と影』（2004年）に収録[18]。
- メリー・ホプキン - 『Live at Royal Festival Hall 1972』（2005年）に収録。録音は1972年[19]。
- ドリー・パートン - 『Those Were the Days』（2005年）に収録。ロンダ・ヴィンセント、ジュディ・コリンズと共に歌っている。
- ヘイリー・ウェステンラ - 『Odyssey』（2005年）に収録。
- ハービー・ハンコック - 『リヴァー〜ジョニ・ミッチェルへのオマージュ』（2007年）に収録。
- ポール・アンカ - 『Classic Songs, My Way』（2007年）に収録。
- ジョン・バロウマン - 『Music Music Music』（2008年）に収録。
- ティナ・アリーナ - 『Songs of Love & Loss 2』（2008年）に収録。
- レイチェル・ヤマガタ - コンピレーション・アルバム『The Village: A Celebration of the Music of Greenwich Village』（2009年）に収録。
- 早川えみ - 『Twilight in Jazz』（2009年）に収録。
- やもり - 『あなたと歌おう』（2010年）に収録。
- カーリー・レイ・ジェプセン - 「コール・ミー・メイビー」（2011年）に収録。
- スーザン・ボイル - 『誰かが私を見つめている』（2011年）に収録。
- メラニー・チズム - 『Stages』（2012年）に収録。
- 羊毛とおはな - 『LIVE IN LIVING '13』（2013年）に収録。
- エミリア・ジョーンズ -『コーダ あいのうた』オリジナル・サウンドトラック（2021年）に収録。
- 原田知世 - 『恋愛小説4 〜音楽飛行』（2023年）に収録。